# Annone di Brianza
Annone di Brianza – miejscowość i gmina we Włoszech, w regionie Lombardia, w prowincji Lecco.
Według danych na rok 2004 gminę zamieszkiwało 2000 osób, 400 os./km².